# 岩手県立大学
岩手県立大学は、日本の公立大学。岩手県滝沢市に本部を置く。略称は県大。

## 概観

### 大学全体
第6代岩手県知事の増田寛也が、前知事工藤巌の提唱した「県立大学構想」を引き継ぎ、1998年に開学させた。設立当初の設置者は岩手県で、キャンパスは岩手郡滝沢村の岩手県畜産試験場跡地に建設された。初代学長には、民間教育臨調会長で教育基本法の改正論者でもある西澤潤一（当時東北大学総長）を招聘した。
2005年度に地方独立行政法人化され、現在の設置者は公立大学法人岩手県立大学である。

### 建学の精神
建学の精神は「素心知困」である。

### 学風および特色
実業界から多くの教員を集め、抽象的な学術研究よりも「実学」中心の布陣である。具体的には、総合政策学部には地方公務員OB、ソフトウェア情報学部には企業のソフトウェア技術者を多く招聘している。このように学術的な研究者は少なく、実学教育の性格が強く、地方財界からの要望にも適った教育研究手法を取っている。

## 沿革

### 略歴
第5代岩手県知事工藤巌が提唱し、次代知事増田寛也が開学させた、実学中心主義の総合大学である。

### 年表
- 1994年 - 県立大学基本構想検討委員会設置
- 1995年 - 「県立大学基本構想」策定。県立大学開設準備委員会設置
- 1997年 - 岩手県立大学設置認可申請。「岩手県立大学等条例」議決。岩手県立大学設置認可
- 1998年 - 岩手県立大学開学（看護学部、社会福祉学部、ソフトウェア情報学部、総合政策学部）
- 1999年 - 岩手県立大学大学院設置認可（ソフトウェア情報学研究科、総合政策研究科）
- 2000年 - 岩手県立大学大学院開設（ソフトウェア情報学研究科博士前期・後期課程、総合政策研究科博士前期課程）。教職課程認定（社会福祉学部、ソフトウェア情報学部、総合政策学部）
- 2001年 - 岩手県立大学大学院看護学研究科博士前期課程、社会福祉学研究科博士前期課程、大学院総合政策研究科博士後期課程開設認可
- 2002年 - 岩手県立大学大学院看護学研究科博士前期課程、社会福祉学研究科博士前期課程、大学院総合政策研究科博士後期課程開設
- 2004年 - 岩手県立大学大学院看護学研究科博士後期課程、社会福祉学研究科博士後期課程開設
- 2005年 - 公立大学法人岩手県立大学設立、設置者が公立大学法人岩手県立大学に移行。教育・学生支援本部、研究・地域連携本部、岩手県立大学地域連携研究センター設置
- 2006年 - 共通教育センター設置
- 2011年 - いわてものづくり・ソフトウェア融合テクノロジーセンター、地域政策研究センター設置
- 2013年 - 高等教育推進センター設置
- 2014年 - 共通教育センターを高等教育推進センター基盤教育部として統合

## 基礎データ

### 所在地
- 滝沢キャンパス（岩手県滝沢市巣子152-52）
- 宮古キャンパス（岩手県宮古市）

### 象徴
- シンボルマーク

同大の英称（Iwate Prefectural University）の頭文字IPUを図案化したものを、シンボルマークとして採用していたが、学校法人創志学園 環太平洋大学が「IPU」を商標登録したため、「IPU」の文字列を「岩手県立大学」に置換したものが使われている。
- 学生歌「風のモント」（作詞作曲・あんべ光俊）

詳細については、同大ホームページ に詳しい。

## 教育および研究

### 組織
4学部、4研究科を擁するほか、2つの短期大学部を併設する。

#### 学部
- 看護学部
  - 看護学科
- 社会福祉学部
  - 社会福祉学科
  - 人間福祉学科
- ソフトウェア情報学部
  - ソフトウェア情報学科
- 総合政策学部
  - 総合政策学科

#### 大学院
- 看護学研究科
  - 看護学専攻
- 社会福祉学研究科
  - 社会福祉学専攻
- ソフトウェア情報学研究科
  - ソフトウェア情報学専攻
- 総合政策研究科
  - 総合政策専攻

#### 短期大学部
- 岩手県立大学盛岡短期大学部
  - 生活科学科
  - 国際文化学科
- 岩手県立大学宮古短期大学部
  - 経営情報学科

#### 附属機関
- 共通教育センター
- 教育・学生支援本部
  - 健康サポートセンター
  - メディアセンター
- 研究・地域連携本部
  - 地域連携研究センター

### 教育
- 特色ある大学教育支援プログラム
  - 高度専門教育と人間教育の一体化（ソフトウェア情報学部）

## 学生生活

### サークル

#### 体育系サークル
- IPU TENNIS CLBU
- オリエンテーリング部
- 弓道部
- 剣道部
- 硬式野球部
- サッカー部
- 少林寺拳法部
- 水泳部
- スケート部
- スポーツクライミングサークル
- STC☆(ソフトテニスサークル)
- 卓球サークル
- ダブルダッチサークル ROPE A DOPE
- IPU Tennis Club
- 馬術部
- バスケットボール部（男子）
- バスケットボール部（女子）
- バスケットメインサークル
- バドミントンサークル
- バドミントン部
- バレーボールサークル そよ風
- バレーボール部男子
- ハンドボールサークル
- フットボールサークル
- 野球メインサークル
- ラグビー部
- 陸上競技部

#### 文化系サークル一覧
- IPUポケモンサークル
- ア・カペラサークル Jelly Beans
- イラストサークルCROSS+CAGE
- 岩手県立大学MCA
- 岩手県立大学マニラ育英会ユース
- 岩手県立大学YMCA
- エレクトーンサークル Joyful
- 演劇部 劇団ちゃねる
- 園芸部
- 華道部
- ギタークラブ
- 競技プログラミングサークル
- GWIPU
- 軽音楽部
- 化粧ボランティアサークル「KIPU*Labo」
- 混声合唱団Polish
- 茶道部
- 写真部
- JAM!!
- 手話サークル「ひだまり」
- 将棋部
- 吹奏楽サークル
- ストリートダンスサークルNino
- smile
- TRPGサークル「OVER FLOW」
- D.A.T(デジタル・アート・トライブ)
- デジタル手芸サークル スタジオ アプリ
- 天文同好会
- バルーンアートサークル
- ピアいぷ
- BBS
- 風土熱人Ｒ
- 放送部
- マンドリンアンサンブル～colore～
- レクリエーション&ボランティアサークル どろんこ隊☆

### 学園祭
岩手県立大学の大学祭は「IPU Festa」と呼ばれていたが、2017年度から「岩手県立大学 大学祭」に名称を変更した。

## 大学関係者と組織

### 大学関係者組織
- 同窓会は「素心知困の会」と称している。

### 大学関係者一覧
- 岩手県立大学の人物一覧

## 施設

### キャンパス
学校教育法上、短期大学（短期大学部）と大学は、それぞれが別々の1つの学校であるが、便宜上、ここでは短期大学をひとつの学部とする。

#### 滝沢キャンパス
- 使用学部：看護学部、社会福祉学部、ソフトウェア情報学部、総合政策学部、盛岡短期大学部
- 使用研究科：看護学研究科、社会福祉学研究科、ソフトウェア情報学研究科、総合政策研究科
- 使用附属施設：教育・学生支援本部（健康サポートセンター、メディアセンター）、研究・地域連携本部（地域連携研究センター）
- 交通アクセス：岩手県立大学盛岡短期大学部#交通アクセスを参照
- 敷地面積：35.1ha（東京ドームおよそ7.5個分）

#### 宮古キャンパス
- 使用学部：宮古短期大学部
- 使用研究科：なし
- 交通アクセス：岩手県立大学宮古短期大学部#交通アクセスを参照
- 敷地面積：5.6ha（東京ドームおよそ1.2個分）

#### サテライトキャンパス

##### アイーナキャンパス
- 使用学部：なし
- 使用研究科：総合政策研究科（公共政策特別コース：社会人向け夜間講座）
- 交通アクセス：アイーナキャンパス#アクセスを参照

アイーナキャンパスは、岩手県立大学が地域と直接交流するための拠点として盛岡駅西口のいわて県民情報交流センター内に開設されたサテライトキャンパスである。なお、このセンターは「ああ、いいなあ」という言葉から、一般に「アイーナ」と呼ばれており、キャンパス名はこれによる 。

### 学生食堂
学生食堂は、2010年1月より岩手県立大学生活協同組合が営業しており、
また窓はガラス張りであるため、晴れた日には雄大な岩手山を一望できる。開学から岩手県立大学生活協同組合へ運営変更されるまでは、みちのくキャンティーンが運営していた。

### 寮
盛岡短期大学部および宮古短期大学部には設置されているが岩手県立大学には設置されていない。
しかし、岩手県立大学の学生でも盛岡短期大学部ひめかみ寮の入寮者が定員に満たない場合は入寮することが可能である。

### 災害対策
2011年3月11日の東日本大震災で、停電等のライフラインの被害が大きかったが、自家発電装置を設置しているため、近隣で唯一目印となり、帰宅困難学生や近隣住民の一時避難場所として機能した。この経験をきっかけに大学内の備蓄品も含め、災害を想定したさまざまな整備が進んだ。

## 対外関係

### 他大学との協定

#### いわて5大学学長会議
「岩手県内の高等教育・学術研究の振興と地域社会の発展に寄与する」ため、岩手県内の5大学（同大のほか、岩手大学、岩手医科大学、富士大学、盛岡大学。以下「5大学」という。）が、研究教育活動について相互協力を約している。
- 単位の互換

5大学で、単位の互換を協定している。
- 図書館の相互利用

5大学の学生は、学生証等を示して手続きを踏めば、相互の大学の図書館を利用する事が出来る。

### 高大連携
5大学は、2003年（平成15年）に、岩手県教育委員会との間で、5大学の学生と県立高校生のための連携事業を行う事を合意した。具体的な事業内容は概ね次のとおり。
- 高校生に対する大学の授業科目の公開に関する事項
- 大学による公開講座の実施に関する事項
- 大学教員の高等学校への派遣に関する事項
- 高等学校教員の大学への派遣に関する事項

## 不祥事
・2020年10月、岩手県立大学生活協同組合の元職員が2018年7月から2020年6月の間に、本部経理の出納現金890万円を着服し、不適切な帳簿処理を行っていたことが発覚した。調査の結果、当該職員は2020年10月28日に懲戒免職処分を受け、被害額については2020年11月16日に全額一括で弁済された。